# Tečkovací technika

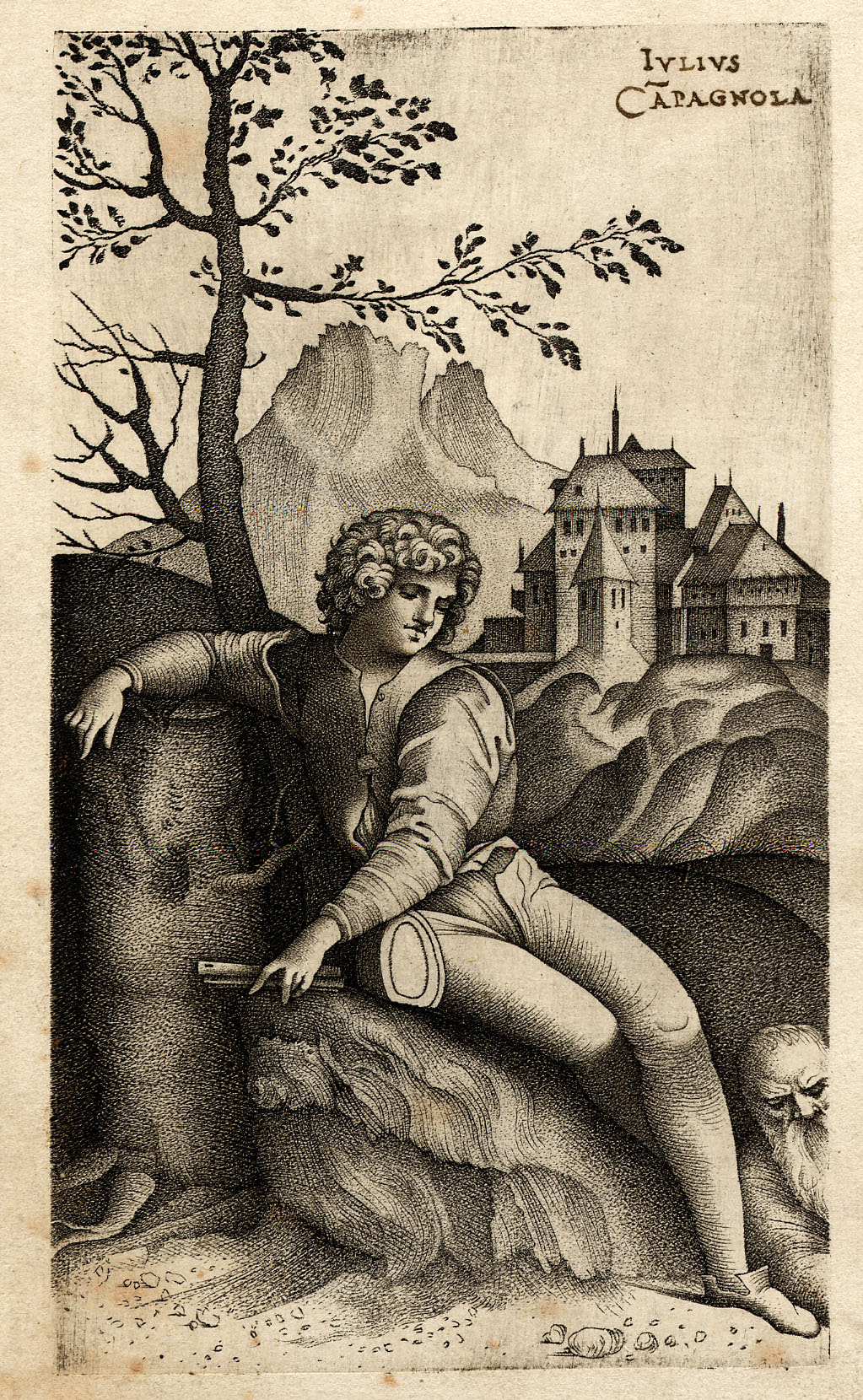
Giulio Campagnola, Pastevec (1500–1515)

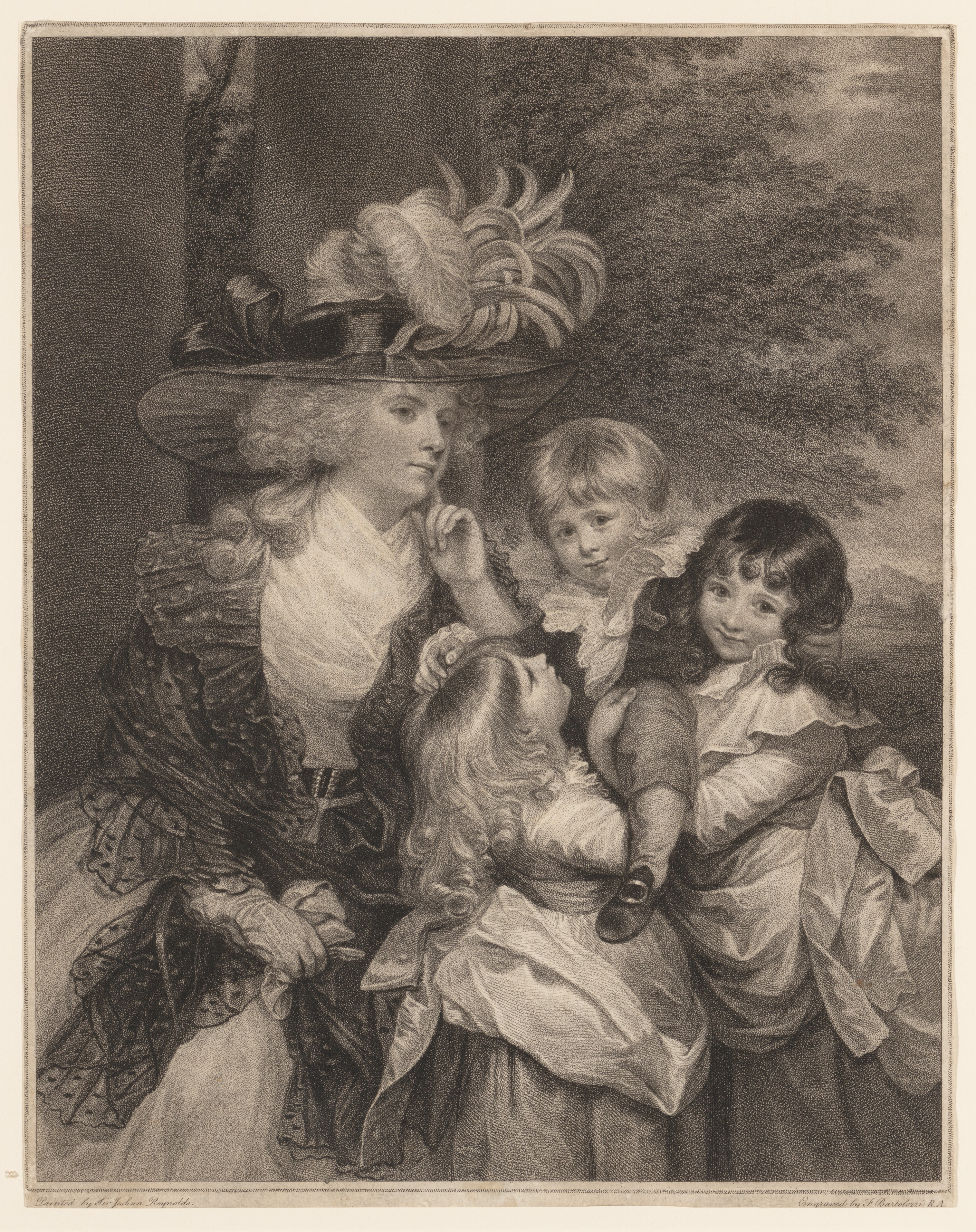
Francesco Bartolozzi, Lady Smith and her Children (1789), Stipple engraving and etching, MET

Tečkovací technika, též tečková manýra, tečkovaná rytina nebo tečkovaný tisk (ang. Stippling, Stipple engraving, něm. Punktstich) je grafická technika tisku z hloubky. Byla populární koncem 18. a počátkem 19. století, zejména v Anglii a Francii. Používá se rovněž jako pomocná technika v leptu, rytině a mezzotintě.

## Historie
Tečkovou manýru předcházely metody puncování, které užívali němečtí a nizozemští zlatníci. Z grafiků ji jako první použil Giulio Campagnola (1482–1515) k reprodukci raně renesančních maleb svých současníků (Giorgione, Tizian) a Jan Billeart v Amsterdamu. Největšího rozvoje se tato metoda dočkala po polovině 18. století v Anglii. Zavedl ji William Wynne Ryland (1732–1783), který ale skončil na šibenici po obvinění z padělání bankovek. Hlavním mistrem tečkovací techniky v Anglii se stal Ital Francesco Bartollozzi (1725–1815), který byl roku 1764 jmenován královským rytcem a vychoval řadu následovníků (Charles Knight, Luigi Schiavonetti, Peter William Tomkins, Charles William White, Charles Wilkin, John Ogborne, Thomas Cheesmann). Autorem většiny předloh byl Bartolozziho přítel G. B. Cipriani a malířka Angelika Kauffman.
V Habsburské monarchii tuto techniku užil např. Joseph Glanz (1795–1866) pro portrét Jana Žižky.

## Postup
Při suchém postupu se body na leštěné měděné desce tvoří tečkovacím kladívkem nebo tečkovací jehlou a vyvýšený grátek se před tiskem zbrousí nebo odstraní škrabkou. Tento způsob je velmi pracný a v moderní grafice se užívá jen zřídka, jako pomocná technika leptu. Tečková manýra byla později modifikována a vylepšena, když se body tvořily skupinou jehel přes tvrdý kryt a deska se pak vyleptala. K tečkování na souvislé větší ploše se užívala ruleta, muleta a matoár. Po leptání se matrice dokončila nasucho tečkovací jehlou.
Technika vytváří tónově bohatý obraz s měkkou modelací objemů a plynulými přechody mezi světly a stíny. Na přelomu 18. a 19. století se používala ke kopiím výtvarných děl, zejména portrétů. Výsledný efekt je možno přirovnat k fotografii na filmu s hrubým zrnem. Grafika vytvořená tečkovací technikou je podobná mezzotintě, ale rozdíly lze zjistit lupou. U tečkovací techniky se vytváří světlo, stín a největší hloubky různou vzdáleností, velikostí a zahuštěním teček, kdežto u mezzotinty se postupuje od nejtmavších míst k nejsvětlejším, vyhlazováním (srážením) zrna pomocí hladítka nebo šábru. Matrice zpracovaná touto technikou byla vůči tlaku v lisu odolnější než mezzotinta, a umožňovala tak tisk mnohem větších nákladů.